# Furcadesha
Furcadesha är ett släkte av steklar. Furcadesha ingår i familjen bracksteklar.
Kladogram enligt Catalogue of Life:
| Furcadesha | \| \| Furcadesha bimaculata \| \| \| \| \| \| Furcadesha huddlestoni \| \| \| \| \| \| Furcadesha nanningensis \| \| \| \| \| \| Furcadesha walteri \| \| \| \| |
|            | \| \| Furcadesha bimaculata \| \| \| \| \| \| Furcadesha huddlestoni \| \| \| \| \| \| Furcadesha nanningensis \| \| \| \| \| \| Furcadesha walteri \| \| \| \| |
|            | Furcadesha bimaculata |
|            | |
|            | Furcadesha huddlestoni |
|            | |
|            | Furcadesha nanningensis |
|            | |
|            | Furcadesha walteri |
|            | |